# Telmatobius macrostomus
Espèce
Synonymes
- Batrachophrynus macrostomus Peters, 1873
- Batrachophrynus microphthalmus Werner, 1901

Statut de conservation UICN

 EN A2cde : En danger
Telmatobius macrostomus est une espèce d'amphibiens de la famille des Telmatobiidae.

## Répartition
Cette espèce est endémique originellement des régions de Junín et de Pasco au Pérou. Elle a également été introduite dans la haute vallée du río Mantaro. Elle se rencontre entre 3 200 et 4 300 m d'altitude. 

## Publication originale
- Peters, 1873 : Über Zwei Giftschlangen aus Afrika und über neue oder weniger bekannte Gattungen und Arten von Batrachiern. Monatsberichte der Königlich Preussischen Akademie der Wissenschaften zu Berlin, vol. 1873, p. 411-418 (texte intégral).